# ASC Air Mauritanie
El ASC Air Mauritanie es un equipo de fútbol de Mauritania que juega en la Segunda Liga de Mauritania, tercera división de fútbol en el país.

## Historia
Fue fundado en el año 1976 en la capital Nouakchott y fue uno de los equipos fundadores de la Liga mauritana de fútbol en ese año. Es el equipo que representa a la aerolínea nacional.
El club ha sido campeón de la Copa mauritana de fútbol en cuatro ocasiones, la última de ellas en el año 2000 al vencer al ASC Gendrim 4-0.
A nivel internacional han participado en tres torneos continentales, en los que su mejor participación ha sido en la Copa CAF 1993, en cuyo transcurso fue eliminado en la segunda ronda por el Zumunta AC de Níger.

## Palmarés
- Copa mauritana de fútbol: 4

1988, 1990, 1995, 2000

## Participación en competiciones de la CAF
| Temporada | Torneo              | Ronda      | Club          | Casa | Visita | Global      |
| --------- | ------------------- | ---------- | ------------- | ---- | ------ | ----------- |
| 1992      | CAF Cup             | 1          | ASM Oran      | 2-1  | 0-4    | 2-5         |
| 1993      | CAF Cup             | Preliminar | CD Travadores | 0-0  | 0-0    | 0-0 (6:5 p) |
| 1993      | CAF Cup             | 1          | ASFAG         | 0-1  | 3-1    | 3-2         |
| 1993      | CAF Cup             | 2          | Zumunta AC    | 1-2  | 0-2    | 1-4         |
| 1996      | CAF Cup Winners Cup | Preliminar | Mogas 90 FC   | w.o. | w.o.   | w.o.        |

## Jugadores

### Jugadores destacados
- Dewahi Oueissou